# 特朗佩特
特朗佩特（英文：Trumpeter），是一個位於加拿大亞伯達省愛德蒙頓市東側的一個鄰里社區，屬於愛德蒙頓市西北分區的大湖區域。

## 概述
特朗佩特為愛德蒙頓市內新開發的住宅型鄰里社區，為2008年NSP（Big Lake Neighbourhood One Neighbourhood Structure Plan，大湖社區一社區建設案）計畫中的其中一個預設社區。於ASP（Big Lake Area Structure Plan，大湖區域計劃案）中編號則為一號社區。直到2009年8月19號愛德蒙頓市政府才正式下命名為現今名稱。名稱由來是以大湖區域常見之自然鳥類為名，「特朗佩特」則為黑嘴天鵝（Trumpeter）之英文名稱。根據愛德蒙頓2014年市政人口普查，特朗佩特共有504人和211戶。

## 交通
愛德蒙頓交通局於2022年建立「叫車公車路線」系統，其中特朗佩特範圍屬於其中B區的叫車區域，共有八個公車站點於此社區境內。其中路線駛於社區主要幹道之特朗佩特通（Trumpeter Way）。

## 毗鄰社區
特朗佩特以道路緊鄰之社區僅有斯塔爾林和豪克斯里奇；分別以199街和215街（或稱溫特本路，Winterburn Road）為界。

## 資料來源
1. 1 2   (PDF). City of Edmonton.   [February 13, 2013]. （原始内容 (PDF)存档于May 3, 2014）.
2. ↑   (PDF). City of Edmonton.   [February 13, 2013]. （原始内容 (PDF)存档于September 4, 2013）.
3. ↑   (PDF). City of Edmonton. November 2011  [February 13, 2013]. （原始内容 (PDF)存档于October 17, 2013）.
4. ↑  . City of Edmonton.   [February 13, 2013]. （原始内容存档于2013-03-28）.
5. ↑  . City of Edmonton.   [February 22, 2013]. （原始内容存档于2018-12-25）.
6. ↑   (PDF). City of Edmonton. June 2008  [2011-01-29]. （原始内容 (PDF)存档于2011-06-16）.
7. ↑   (PDF). City of Edmonton. September 2011  [2010-05-17]. （原始内容 (PDF)存档于2014-09-26）.
8. ↑   (PDF). City of Edmonton, Naming Committee. 2009-08-09  [2011-01-29]. （原始内容 (PDF)存档于2011-06-16）.
9. ↑   (PDF). edmonton.ca. City of Edmonton: 1.   [5 May 2016]. （原始内容存档 (PDF)于2021-03-06）.
10. ↑   (PDF).   [2022-12-14]. （原始内容存档 (PDF)于2022-12-14）.
11. ↑  .   [2022-12-14]. （原始内容存档于2022-12-14）.